# 니시자와 모모카
니시자와 모모카(유나라), (西澤桃華, Momoka Nishizawa)는, 요시자키 미네의 원작 애니메이션 케로로 군조(애니메이션 한국 더빙명 : 개구리 중사 케로로)에 등장하는 인물이다.

니시자와 모모카의 담당 성우는 일본에서는 이케자와 하루나, 북미에서는 모니카 리얼, 한국은 투니버스에서 이현진, 카툰네트워크 재더빙판에서는 김은아가 맡고 있다.

## 인물
히나타 가의 주변인물인 니시자와 모모카는 타마마가 식객으로 지내는 니시자와 가의 딸이자 타마마의 파트너이다. 타마마가 우주괴수에게 당할 뻔했던 것을 도와 그를 계기로 타마마는 모모카네에서 식객으로 지내고 있다. 우주괴수를 퇴치할 때는 초등학생이었는데, 이때 다크 모모카의 봉인이 풀렸다.
킷쇼학원 1학년 B반으로 히나타 후유키와 동급생이다. 원작에서는 토쇼진학교로 가려 했지만 그것을 그만두고 킷쇼학원으로 가기로 했다. 이에 대해서는 자세한 이유는 밝혀지지 않았지만 후유키와 함께 학교에 가고 싶었기 때문이라고 예상된다. 하지만 진학 학교를 자유롭게 택하는 것으로 보아 학력은 나쁘지 않다는 것을 알 수 있다.
니시자와 가는 사설 군대를 보유하고 있는 부잣집이며, 부의 수준은 세계경제의 51프로를 지배하는 아버지를 가지고 있다. 덧붙여 니시자와 가에게 엽서를 보내려면 '도쿄도 무사시시 니시자와 저택'이라고 쓰면 될 듯하다.

### 모습과 체격
신장 150cm. 니시자와 가의 슈퍼컴퓨터의 분석에 의하면 체형은 완벽한 유아 체형이라고 나온 바가 있다. 그러나 쿠루루가 발명한 '인생을 다시 한번 산다면 총'의 오작동으로 모모카가 어른이 되었을 때 꽤 좋은 몸매를 가지고 있었음을 보아 가까운 장래에는 좋은 몸매를 가진 체형으로 성장할 가능성도 있다. 사실 어머니인 오오카의 몸매는 히나타 아키의 몸매에 견줄 정도라 히나타 나츠미처럼 모모카 역시 오오카의 영향을 받을 가능성이 크다. 그리고 화가 나면 양옆에 돋아난 머리카락이 뾰족해진다.
복장은 주로 교복과 남색 드레스를 입는다. 교복의 여름 복장은 흰색으로 시원한 느낌을 주며, 가장 많이 입는 남색 드레스는 민소매에 레이스가 달려있어 차분하면서도 더워보이지 않고 깔끔한 포인트를 줬다.

### 전투 능력
대부분 집사 폴과 사설군대로 상황에 따라 육해공의 공격을 사용하지만 분노 시 니시자와 그룹에서 제작한 노멀아머 형태의 메카닉을 입고 등장한다.
메카닉아머의 능력은 타마마임팩트의 기술을 따온 모모카임팩트와 태클등의 단순한 공격도 사용한다.

### 성격
이중인격이다. 평소에는 수줍고 소극적인 성격이지만 제2의 모모카(통칭 내의 모모카)는 상당히 과격하고 난폭하며, 목소리 역시 거칠어진다.
겉의 모모카와 내의 모모카의 대화가 꽤 많이 등장하며, 그곳에서는 서로를 '겉','안'이라고 부른다. 이런 성격은 어머니인 오오카로부터 물려받았다.
한때는 모모카가 후유키에게 자기 아버지의 성격을 넣으려고 케로로에게 부탁했는데, 잘못해서 제3의 인격을 가지기도 했다.

### 가족에 대해
부모님은 니시자와 바이오, 니시자와 오오카이다. 니시자와 바이오는 세계경제의 51퍼센트를 좌지우지하는 거부 전투능력 외에 거의 대부분의 지적 능력에서 엄청난 능력을 보유하고 있다. 예를 들어 다양한 언어 구사, 완벽한 신체 균형, 케로로 소대를 능가하는 전투능력 등이 있다.
니시자와 오오카는 세계 최고의 스트리트 파이터로서 바이오 또한 파이터였지만 사업가로 전향한 바이오와 동급의 전투능력을 가지고 있으며, 집사 폴을 단 한수에 꺾는 엄청난 실력자이다. 모모카와 다르게 눈이 언제나 매섭지만 모모카의 마음에 답할 때는 부드러워진다. 모모카와 같이 이중인격 보유자이다.

### 연애 관계
후유키를 짝사랑하고 있지만 고백은 하지 못한다. 이때 내의 모모카가 겉의 모모카에게 열심히 힘을 보태주고 있다. 이런 이유로 어떻게든 사이가 진전되었으면 하는 바람에 여러 차례 거대 계획을 세우지만 스케일이 너무 크다 보니 오히려 엉뚱한 방향으로 이야기가 전개되곤 한다.

## 니시자와 모모카의 호칭 리스트
- 한국식 호칭이 적혀 있지 않은 것은 일본과 호칭이 동일하다는 뜻이다.

| 이름   | 모모카를 부를 때 호칭                            | 모모카가 부를 때 호칭               | 모모카가 부를 때 호칭(내의 모모카)  |
| ------ | ------------------------------------------------ | ----------------------------------- | ----------------------------------- |
| 케로로 | 모모카님 (: 나라 아씨)                           | 케로, 중사씨, 케로로씨 (: 케로로씨) | 바보 개구리 (: 바보 개구리, 케로로) |
| 타마마 | 모못치 (: 나라야)                                | 타마 (: 타마마)                     | 타마마                              |
| 기로로 | 니시자와 모모카 (: 나라)                         | 기로로 씨                           |                                     |
| 쿠루루 | (니시자와) 모모카 (: 나라)                       | 쿠루루 씨                           |                                     |
| 도로로 | 모모카 님 (: 나라 아가씨)                        | 도로로 씨, 타마마의 친구            |                                     |
| 후유키 | 니시자와 씨, 모모카양[일본어: ちゃん] (: 나라야) | 히나타군, 후유키군 (: 우주야)       | 후유키 (: 우주야)                   |
| 나츠미 | 니시자와 씨, 모모카양[ちゃん] (: 나라야)         | 나츠미씨, 나츠미 선배 (: 한별언니)  |                                     |
| 아키   | 모모카양[ちゃん] (: 나라)                        | 어머님                              |                                     |
| 사부로 | 모모카[ちゃん]                                   | (불명)                              |                                     |
| 코유키 | 모모카양[ちゃん], 모모카씨 (: 나라)              | 코유키씨 (: 설화 언니)              |                                     |
| 모아   | 니시자와 씨, 모못치씨 (: 나라야)                 | 모아씨 (: 모아)                     |                                     |
| 폴     | 니시자와님, 아가씨 (: 나라 아가씨)               | 폴                                  | 폴                                  |
| 바이오 | 모모카 (: 나라야)                                | 아버님                              | 아버지                              |
| 오오카 | 모모카                                           | 어머님                              |                                     |

## 같이 보기
- 케로로 중사
- 히나타 후유키
- 타마마 이등병